# Cymothoe eris
Cymothoe eris är en fjärilsart som beskrevs av Aurivillius 1896. Cymothoe eris ingår i släktet Cymothoe och familjen praktfjärilar. IUCN kategoriserar arten globalt som livskraftig. Inga underarter finns listade i Catalogue of Life.